# Seznam perujskih pesnikov
Seznam perujskih pesnikov.

## C
José Santos Chocano - Antonio Cisneros -

## E
José María Eguren -

## L
Mirko Lauer - 
Abelardo Sanchez Leon - 

## M
Marcos Matos - 

## V
César Vallejo - 
Blanca Varela - 

## W
José Watanabe -